# Rodrigo Palacio
Rodrigo Sebastián Palacio (* 5. února 1982 Bahía Blanca) je bývalý argentinský profesionální fotbalista, který hrával na pozici útočníka. Svoji hráčskou kariéru ukončil v létě 2022, kdy mu skončila smlouva s Brescií Calcio. Mezi lety 2005 a 2014 odehrál také 27 utkání v dresu argentinské reprezentace, ve kterých vstřelil 3 branky. Účastník MS 2014 v Brazílii.

## Klubová kariéra
V Argentině působil postupně v klubech Club Bella Vista, Huracán de Tres Arroyos, CA Banfield a CA Boca Juniors. V červenci 2009 odešel do Itálie do klubu FC Janov. V červenci 2012 přestoupil do Interu Milán.
Od roku 2017 působil v Bologni. Na začátku března roku 2021 se stal nejstarším fotbalistou v dějinách nejvyšší italské ligové soutěže, který dokázal vsítit hattrick, a to ve věku 39 let a 86 dní. Stalo se tak 2. března v utkání s Fiorentinou, ve kterém Bologna uhrála díky Palaciovi venkovní remízu 3:3.

## Reprezentační kariéra
Rodrigo Palacio debutoval v národním týmu Argentiny 9. března 2005 proti Mexiku.
Trenér Alejandro Sabella jej vzal na Mistrovství světa 2014 v Brazílii. Ve finále s Německem Argentina prohrála 0:1 v prodloužení a získala stříbrné medaile.